# Overtures of Blasphemy
Overtures of Blasphemy – dwunasty album studyjny amerykańskiego zespołu death metalowego Deicide wydany 14 września 2018 roku przez Century Media Records. Jest to pierwszy album nagrany po odejściu gitarzysty Jacka Owena, a także jedyny z udziałem gitarzysty Marka Englisha. Autorem okładki albumu jest Zbigniew Bielak.

## Lista utworów
1. "One with Satan" – 3:48
2. "Crawled from the Shadows" – 3:20
3. "Seal the Tomb Below" – 2:57
4. "Compliments of Christ" – 2:44
5. "All That Is Evil" – 3:24
6. "Excommunicated" – 2:55
7. "Anointed in Blood" – 3:18
8. "Crucified Soul of Salvation" – 3:00
9. "Defying the Sacred" – 3:30
10. "Comaumed by Hatered" – 3:02
11. "Flesh, Power, Dominion" – 3:33
12. "Destied to Blasphemy" – 2:25

## Twórcy
- Glen Benton – wokal, gitara basowa
- Kevin Quirion – gitara
- Mark English – gitara
- Steve Asheim – perkusja